# Mistrovství Evropy v judu 1958
VIII. Mistrovství Evropy v judu za rok 1958 proběhlo v Barceloně, Španělsko ve dnech 9. až 10. května 1958.

## Informace a program turnaje
- seznam účastníků

Judisté bojovali k.o. vyřazovacím způsobem. Judista, který v turnaji prohrál byl definitivně vyřazen. Poražení semifinalisté získali automaticky bronzovou medaili (3. místo).  
- PA – 9. 5. 1959 – kategorie technických stupňů a kategorie bez rozdílu vah a technických stupňů
- SO – 10. 5. 1959 – váhové kategorie a soutěž družstev

## Československá stopa
Československá judistická sekce ČSTV mistrovství Evropy bojkotovala. Diplomatická jednání frankistického Španělska se zeměmi východního bloku nebyla v roce 1958 ještě přístupná ke kompromisům.

## Výsledky

### Individuální soutěže
| Muži   | Zlato                                          | Stříbro               | Bronz                   | Bronz                  |
| Muži   | Váhové kategorie                               | Váhové kategorie      | Váhové kategorie        | Váhové kategorie       |
| ------ | ---------------------------------------------- | --------------------- | ----------------------- | ---------------------- |
| −68 kg | Jan De Waal (NED)                              | Jacques Pujol (FRA)   | Guy Lample (FRA)        | Johann Goor (FRG)      |
| −80 kg | Walter Gauss (AUT)                             | Marcel Nottola (FRA)  | Anton Wagenaar (NED)    | Hein Essink (NED)      |
| +80 kg | Henri Courtine (FRA)                           | Robert Dazzi (FRA)    | Eizaguirre Gómez (ESP)  | Enrique Aparicio (ESP) |
| Muži   | Zlato                                          | Stříbro               | Bronz                   | Bronz                  |
| Muži   | Kategorie technických stupňů                   |                       |                         |                        |
| 1. Dan | Marcel Nottola (FRA)                           | Michel Bourgoin (FRA) | Jan Van Ierland (NED)   | Johannes Dirks (NED)   |
| 2. Dan | John Newman (GBR)                              | Franz Sineck (FRG)    | Alan Petherbridge (GBR) | Enrique Aparicio (ESP) |
| 3. Dan | Robert Dazzi (FRA)                             | Douglas Young (GBR)   | Roland Burger (FRA)     | Daniel Outelet (BEL)   |
| 4. Dan | Anton Geesink (NED)                            | Bernard Pariset (FRA) | —                       | —                      |
| Muži   | Zlato                                          | Stříbro               | Bronz                   | Bronz                  |
| Muži   | Kategorie bez rozdílu vah a technických stupňů |                       |                         |                        |
|        | Anton Geesink (NED)                            | Bernard Pariset (FRA) | Jan Van Ierland (NED)   | José Pons (ESP)        |

### Soutěže družstev
| Muži                              | Zlato                                                                                                 | Stříbro                                                                                     | Bronz                                                                                                 | Bronz                                                                                                 |
| --------------------------------- | --- | ------------------------------------------------------------------------------------------- | --- | --- |
| Družstva podle technických stupňů | Spojené království (GBR) (Denis Bloss, John Newman, Charles Palmer, Alan Petherbridge, Douglas Young) | Nizozemsko (NED) (Jan Anraad, Hein Essink, Theo van Ierland, Anton Geesink, Anton Wagenaar) | Západní Německo (FRG) (Heinrich Metzler, Manfred Mühl, Franz Sineck, Werner Steinbeck, Alfred Träder) | Itálie (ITA) (Mario Giuliani, Leonardo Limongelli, Giuseppe Loffredo, Romano Polverari, Adriano Saja) |